# Foudia flavicans
Foudia flavicans là một loài chim trong họ Ploceidae.